# Sierra de Alcaraz
La Sierra de Alcaraz es una de las sierras que forman la cordillera Prebética, ubicada en la provincia de Albacete. Actualmente está dividida entre dos mancomunidades de servicios: las entidades Sierra del Segura y Sierra de Alcaraz y Campo de Montiel.
Según el geógrafo andalusí Al-Zuhri, tenemos actualmente conocimiento de que la existencia del topónimo "Sierra de Alcaraz" الكرز الجبل (es decir, Sierra de los cerezos) era anterior al nombre de la población de Alcaraz, que ostenta su capitalidad histórica, y que parece haberlo recibido de esta y no al revés, como podría parecer lógico.

## Geología

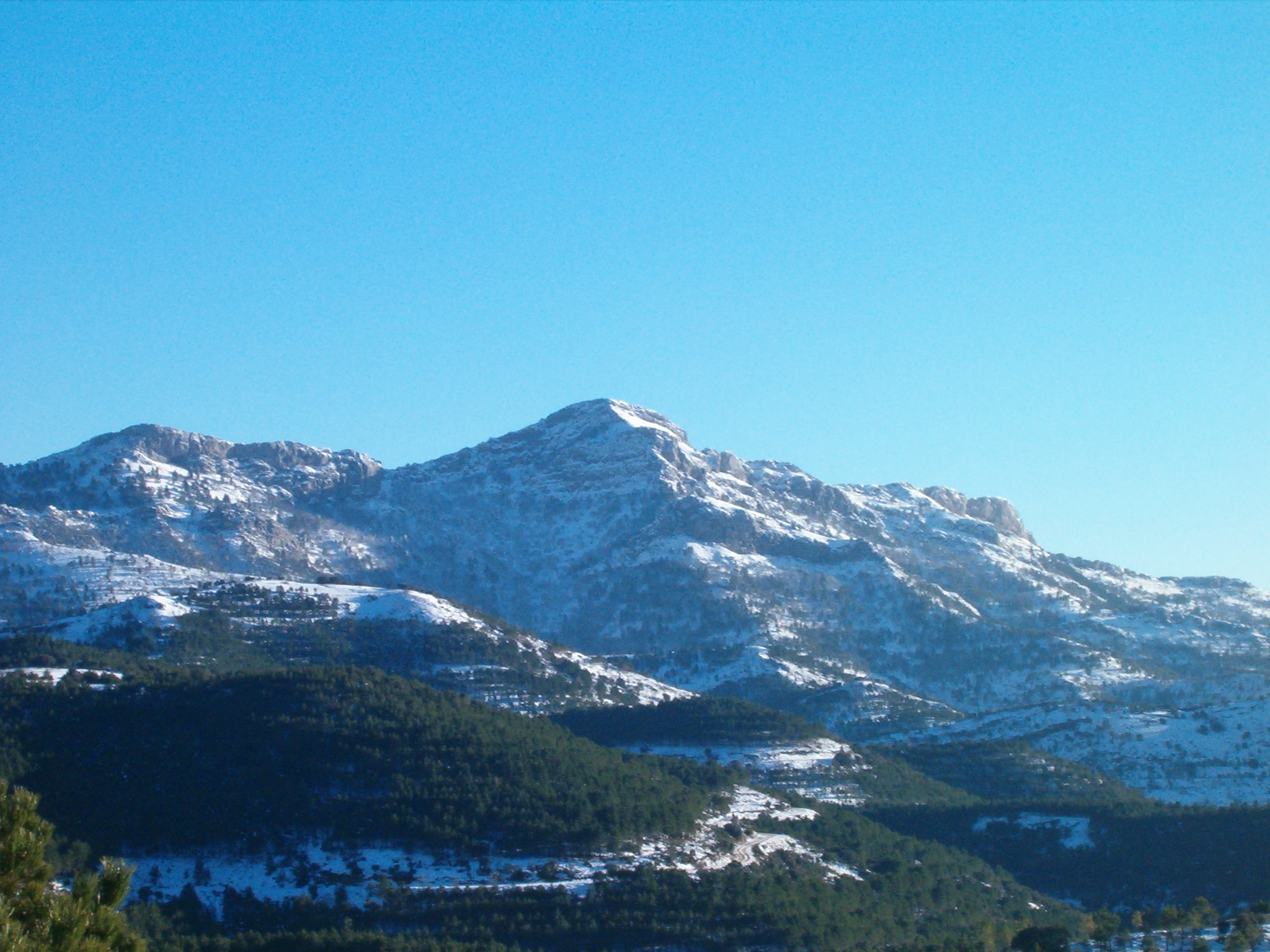
Pico Almenara.

La Sierra de Alcaraz forma parte de las cordilleras Béticas, que son un conjunto de sistemas montañosos que se extienden por el sur de la península ibérica, desde el golfo de Cádiz hasta Alicante y Baleares. Forman parte del Arco de Gibraltar y se subdividen en las cordilleras Prebética, Subbética y Penibética. Es un vasto conjunto montañoso que se alarga más de 600 km desde el estrecho de Gibraltar hasta el Cabo de la Nao y que incluso continua por debajo del mar para aparecer en las Islas Baleares. Su extremo más estrecho es en la zona de Gibraltar y se va ensanchando hacia la zona oriental, donde se pone en contacto con el zócalo herciniano de la meseta.
Dentro de estas divisiones, la Sierra de Alcaraz forma parte de la cordillera Prebética.
Su pico más alto es el Pico Almenara, de 1796 metros, y el segundo pico más importante es el Pico de la Sarga, de 1769 metros.

## El alfoz de Alcaraz
Este territorio, junto al Campo de Montiel y la Mancha Oriental, en la actual provincia de Albacete, formaron en la Edad Media el extenso alfoz de Alcaraz.
El alfoz de Alcaraz tenía, aproximadamente, 8000 habitantes en el siglo XV, repartidos entre unas veinte aldeas, que, debido a las amenazas de los granadinos, la enemistad con Aragón y la inestabilidad del Reino de Murcia, necesitaban ser repobladas y fortificadas. En esas fortificaciones la guarnición media era de 65 soldados.
Actualmente este territorio lo componen 28 municipios: Robledo, Munera, Lezuza, Balazote, Barrax, El Bonillo, El Ballestero, Viveros, Povedilla, Villapalacios, Bienservida, Cotillas, Villaverde de Guadalimar, Riópar, Salobre, Vianos, Peñascosa, San Pedro, Peñas de San Pedro, Pozohondo, Tobarra, Elche de la Sierra, Molinicos, Paterna del Madera, Bogarra, Aýna, Alcadozo y el municipio de Villanueva de la Fuente (Ciudad Real).

## Demografía

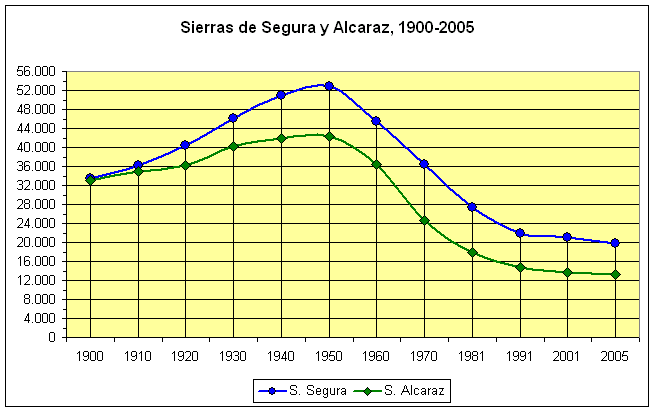
Evolución demográfica comparativa, 1900-2005, del conjunto de las mancomunidades Sierra de Alcaraz meseteña (verde) y Sierra del Segura albaceteña (azul).

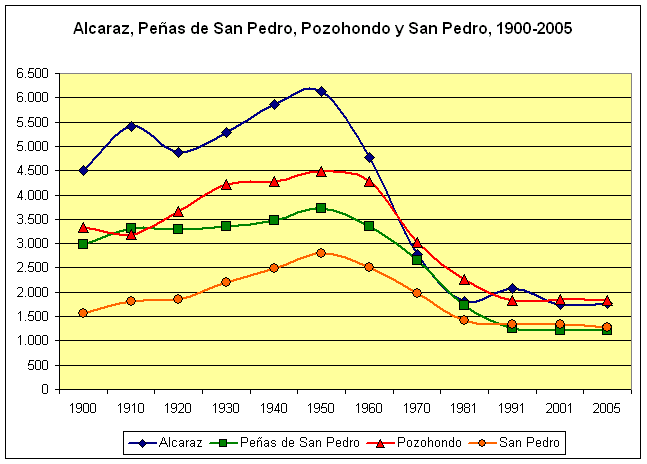
Evolución de los cuatro municipios que en 2005 cuentan con más de 1000 habs.

La Sierra de Alcaraz es una comarca natural española, en la comunidad autónoma de Castilla-La Mancha, al suroeste de la provincia de Albacete, que comprende los municipios de Alcadozo (99,58 km²), Alcaraz (370,53 km²), Aýna, (146,81 km²), Bienservida (90,73 km²), Bogarra (166,01 km²), Casas de Lázaro (112,32 km²), Cotillas (14,47 km²), Elche de la Sierra (239,49 km²), Masegoso, (103,87 km²), Molinicos (143,59 km²), Paterna del Madera (112,34 km²), Peñas de San Pedro (158,75 km²), Peñascosa (189,26 km²), Pozohondo (136,54 km²), Pozuelo (133,78 km²), Riópar (80,92 km²), Robledo (120,08 km²), Salobre (49,53 km²), San Pedro (83,12 km²), Vianos (128,04 km²), Villapalacios (87,48 km²), y Villaverde de Guadalimar (69,08 km²).

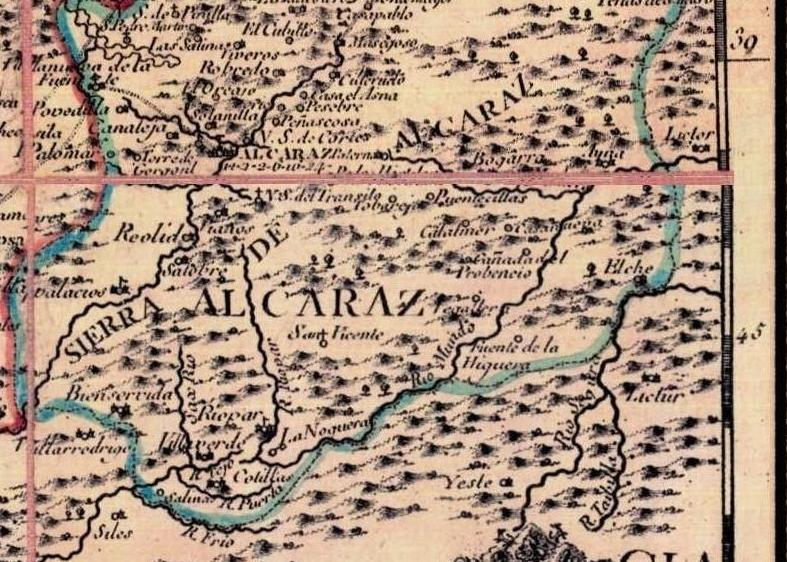
Mapa de la Sierra de Alcaraz histórica (fragmento de la antigua provincia de La Mancha, por Thomás López Pensionista, 1765).

Junto a la mayor parte del hoy llamado Campo de Montiel albaceteño, formó parte de la Comunidad de Villa y Tierra de Alcaraz durante la Edad Media, desde la Reconquista castellana. Posteriormente, las villas de Bienservida, Villaverde de Guadalimar, Riópar, Cotillas y Villapalacios, formaron el Señorío de las Cinco Villas; privilegio que se remonta al año 1436, otorgado por el rey Juan II de Castilla a Don Rodrigo Manrique, conde de Paredes y maese de Santiago, de la Encomienda de Segura. Entre 1691 y 1833, perteneció a la provincia de La Mancha, pasando a formar parte de la provincia de Albacete en 1833.
En cuanto al municipio de Elche de la Sierra, algunas de sus actuales pedanías y cortijos pertenecieron al Reino de Murcia.
La comarca cuenta en 2006 (INE) con un total de 20.923 habitantes, y una superficie de 2836,32 km²., repartida entre sus 22 municipios; lo que supone una densidad media de 7,4 habitantes por km².
La población de esta comarca es resultado de un proceso migratorio muy acentuado (42 282 habs. en 1950; -68,6% entre esa fecha y 2005), posterior a un proceso de crecimiento bastante regular (33 051 habs. en 1900; -59,9% desde entonces).
Actualmente se diferencian, desde el punto de vista turístico y socioeconómico (fondos europeos), dos asociaciones de municipios, en la forma de dos mancomunidades: los municipios de la cuenca del río Mundo unidos a los de la antigua Encomienda de Segura para crear la Sierra del Segura de Albacete; y el resto de la Sierra de Alcaraz (Sierra de Alcaraz meseteña) está unido al Campo de Montiel albaceteño para dar lugar a la Sierra de Alcaraz y Campo de Montiel. En concreto, la Sierra de Alcaraz meseteña no ha conseguido aún la estabilidad: en su conjunto, ha perdido un 10,2% desde 1991. En este último periodo, los únicos valores positivos son los de Robledo (+11,1%), Alcadozo (+3,2%), Pozuelo (+1,1%) y Pozohondo (+0,9%), en tanto que los valores más bajos son los de Masegoso (-37,7%) y Cotillas (-35,8%), que a la vez son los municipios menos poblados de la comarca (119 y 176 habs., respectivamente). 

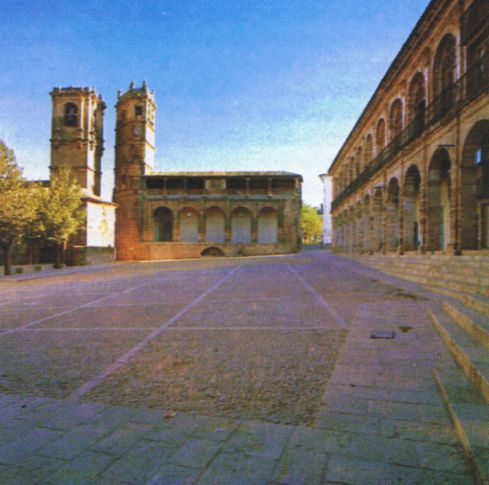
Plaza monumental de la ciudad de Alcaraz.

Se trata de una evolución bastante paralela a la mancomunidad de la Sierra de Segura de Albacete, salvo por un crecimiento menos intenso en la primera mitad del siglo XX; por ello, pese a haber partido de cifras muy similares, hoy la comarca segureña cuenta con más habitantes (19.752 en 2005). 
La capital oficiosa histórico-cultural de esta comarca sigue siendo la ciudad de Alcaraz.
Los montes más importantes de la Sierra de Alcaraz son el Pico de la Sarga (Sierra de Alcaraz) de 1769 m s. n. m. y el Pico Almenara (Sierra de Alcaraz), de 1796 m s. n. m. (el más alto de esta Sierra).